# Orgue de la Parròquia de Sant Joan Baptista de Muro
L'orgue de la parròquia de Sant Joan Baptista és un orgue històric localitzat al poble de Muro, a l'illa de Mallorca. Està situat a l’esquerra de l’església, sobre la Capella de Sant Miquel.

## Història
La primera referència que tenim d'un orgue a aquesta parròquia es té el 1495. Mitjançant la cúria del virrei, l'orguener Jaume Febrer reclamava als jurats de Muro els doblers que faltaven per pagar de la compra d'un orgue provinent del Convent de la Verge del Carme a Palma.
El 1570 comença la construcció de l'església que ha arribat fins als nostres dies. El 7 de gener del 1596 faran una petició monetària per tal de construir orgues. El 9 de juny del mateix any es confirmarà la seva construcció. Inicialment, el constructor anava a ser Joanot d’Osona, un orguener i organista nascut al mateix poble de Muro. Així i tot, el jurats es decidiran a no pagar a Joanot d’Osona en la construcció de l’orgue, ja que el Bisbe l’havia condemnat. D’aquesta manera, no serà fins a la celebració d’un consell dia 16 de febrer de 1603 quan es durà a terme una autorització perquè el jurat Bartomeu Alzina signi un contracte amb Pau Estrada el posterior 26 de febrer de 1603, orguener barceloní resident a l'illa de Mallorca. Aquest instrument presentava un Orgue Major amb vuit registres, una Cadireta de sis registres i set Contrabaixos. Encara es conserven tubs d’aquest orgue a la cadireta de l’orgue actual.
El 16 de desembre de 1603, Mn. Nadal Reixac va ser nomenat organista. Posteriorment, serà substituït el 22 de setembre de 1612 per Rafel Femenia i Pou, organista que es creu que va estudiar a Lluc. També ocuparà el càrrec del recentment creat benefici de l’orgue des del 27 de juny de 1614 fins a la seva mort el 1673. Posteriorment, el 1709 serà nomenat com organista Miquel Noceres i Olesa i aplicarà també el 30 de gener de 1731 al càrrec del benefici de l’orgue, que ocuparà fins a la seva mort el 1753. El succeirà Miquel Carrió just el dia següent i el 1778 es presentarà per al benefici de l’altar major. El 23 de març de 1760 es té constància de dos pagaments: un al corder mestre Joan Escales per una corda emprada a l’orgue i un altre al fuster mestre Joan Escales per una corriola.

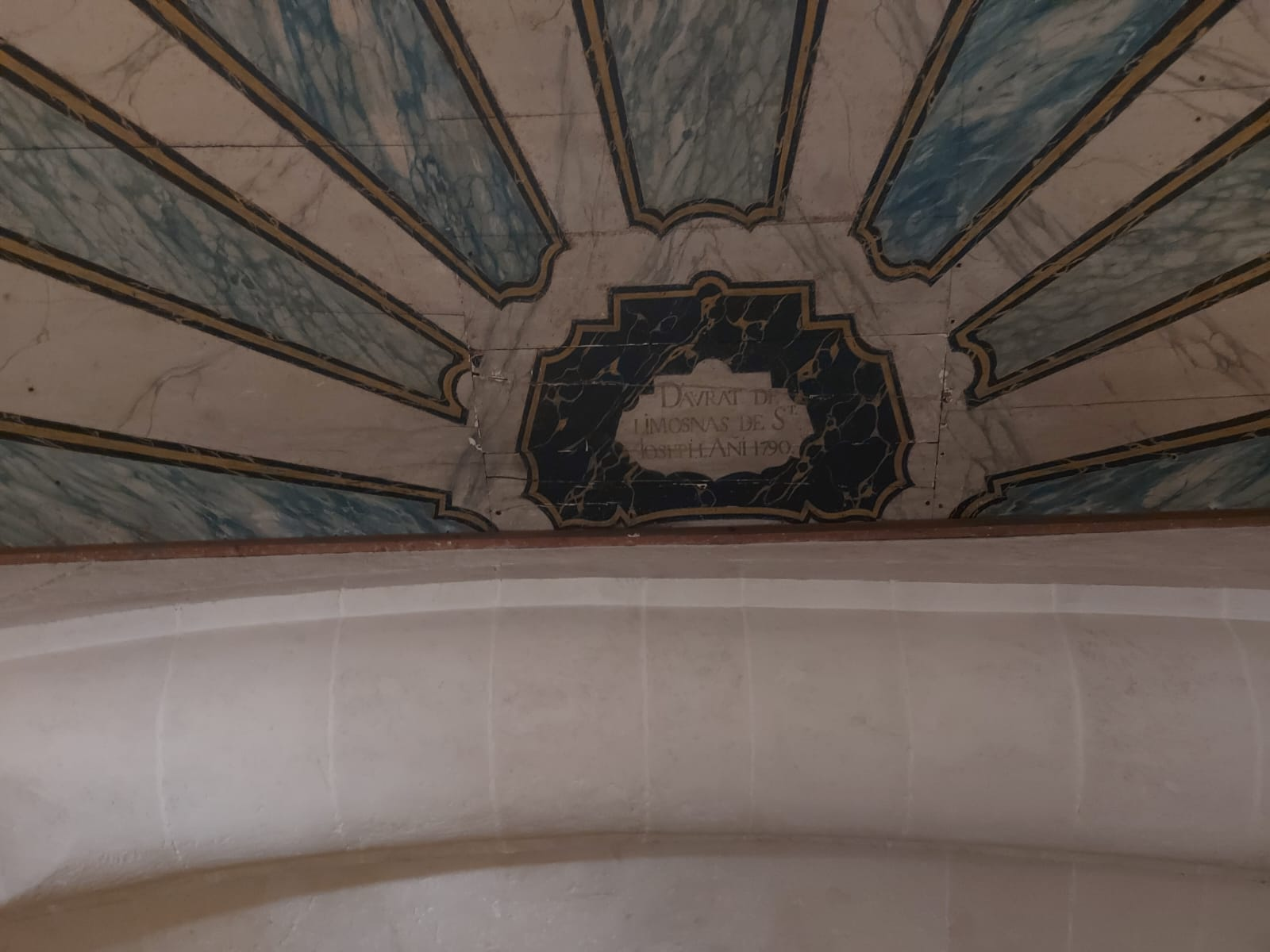
Fotografia de la inscripció "Daurat de llimosnes de Sant Josep”.

El dia 17 de novembre de 1760 sota reunió del Consell, Rafel Quetgles serà enviat a Palma per tal de tornar deutes econòmics i per a fer saber a senyor il·lustre Manuel Ramos Jutge, del partit de l’Orgue de l’Església Parroquial sobre firmar un Acte de conveni amb l’organista per tal de fer una renovació de l’orgue. El 21 de gener del següent any es seleccionarà al mestre orguener Pere Josep Bosch per ordre dels regidors. Es creu que a més, hi va participar el seu nebot Jordi Bosch, ja que treballava amb seu oncle al taller. Trobam la data de 1761 gravada al tauló del Flautat. L’any 1790 es daurarà la façana i la tribuna de l’orgue. Està inscrit “daurat de llimosnes de Sant Josep” a sota de la façana.
El 23 de maig de 1865 el bisbe Miquel Salvà i Munar aprovarà la destinació de doblers de confraries per a construir i renovar l’orgue. Es contractarà a Antoni Portell, que a més s’encarregarà d’afinar-lo al llarg dels anys. Posteriorment, el 1870 es vendran tubs antics que es van deixar quan es va recompondre l’instrument.
El 1877 i 1879 Julià Munar compondrà i afinarà la Trompeta Reial i la Cadireta. Es creu que va ser qui va afegir el secret diatònic, eliminant el secret original de Pere Josep Bosch. El 7 de juliol de 1880, Joan Puig afegirà els registres de Veu Humana i Tremolo. Més tard, al juliol del 1885, l’organer Vicenç Arbona netejarà i afinarà l’instrument i afegirà tubs al noi registre de Veu Humana, així com arreglar les manxes.
El novembre de 1898 es durà a terme una altra reforma on s’afegirà un nou teclat i noves manxes sota la figura del mestre Antoni Cardell. Aquest mateix farà una revisió anual cada desembre, tasca que farà fins ben entrat segle xx.
A la segona meitat del segle xx, més concret el 14 d’abril de 1962; l’organització Organeria Clàssica d’Alaró, regentada per Josep Fullana presentà al rector Pere Antoni Ordiner una proposta de restauració de l'instrument que malauradament es va veure estroncada a causa de la mala salut i a la posterior mort del rector. Així i tot, just el mateix any serà nomenat rector Gabriel Server i Capó, antic rector d’Alaró que demanarà a Josep Fullana un nou projecte. Aquest va ser presentat el 13 de febrer de 1963 i tenia com a objectiu reparar, harmonitzar, afinar i substituir tubs mancants de diversos jocs diferents. També tenia al cap l’addició d’un motor ventilador.
Tot i encara la darrera reforma i el seu ús regular, l’estat de l’instrument era bastant deplorable. Així, el 19 de novembre de 1991 es tornarà a demanar un pressupost per a restaurar-lo sota l’orguener Pere Reynés. A més, també es tenia l’objectiu de reconstruir-lo de la manera més fidel possible a la restauració que va dur a terme Pere Josep Bosch. Es tornarà a introduir el secret original de l’Orgue Major després de cent anys sense usar-se. A més, es voldrà completar la Cadireta, a la qual li faltaven la meitat de jocs, i el Pedal, que ja no es trobava a l’orgue. També, es trobaren més de 400 tubs previs que havien sigut descartats de l’instrument i es tornaren a afegir.
La tasca va ser finalitzada a inicis del desembre de 1993 i va ser inaugurat el dia 15 de gener de 1994 amb una Missa solemne i Concert interpretada per l’organista Arnau Reynés. A aquesta tasca també hi van participar l’orguener holandès Eddy Ottes a l’harmonització, l’orguener alemany Karl Meisinger en la construcció de tubs nous i l’orguener mallorquí Antoni Mulet en la restauració i muntatge dels tubs vells. També hi ha format part l’Ajuntament de Muro sota la presidència del batle D. Miquel Ramis Martorell amb l’ajut del Consell Insular de Mallorca.

## Característiques

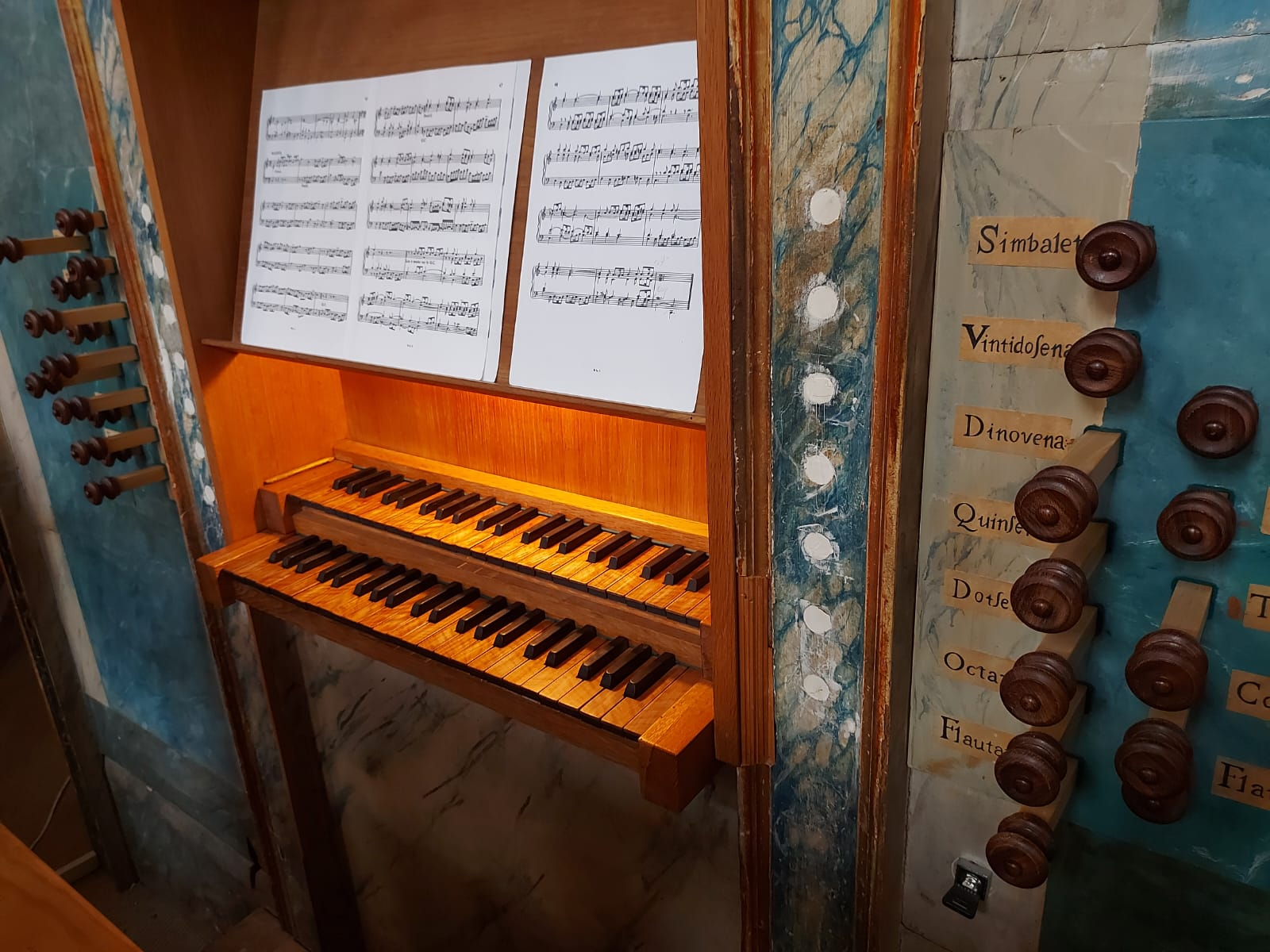
Fotografia de la consola de l'orgue.

L’orgue presenta una consola amb dos teclats o manuals: un Orgue Major i una Cadireta. Cadascun dels teclats té de 45 notes i un registre de 4 octaves (C,c’’’). Presenta el que es coneix com a octava curta. Aquesta pràctica és un recurs de construcció que consisteix a eliminar els cromatismes de l'octava més greu i substituir-los per l'escala diatònica. Així s'aconsegueix fer una octava amb menys notes del teclat (de E-C), com es pot veure a la imatge. No posant aquests darrers tubs s'estalviaven molts de doblers, ja que eren generalment molt costosos i de molta llargària. El pedal està format per 8 botons que fan sonar unes Contres tapades de 16’ i 8’, amb afinació diatònica.
L’orgue major presenta registres partits, és a dir, la mà dreta i la mà esquerra poden usar diferents registres alhora. Cada mà compta amb 12 registres, dels quals en comparteixen 10. Per començar, tenim el baixons de 4’ a la mà esquerra i la trompeta batalla de 8’ a la mà dreta. Aquest primer joc es troba a la cara. El segon joc, que estan a la testa del secret són la Trompeta batalla de 8’ a la mà esquerra i la trompeta magna de 8’ a la mà dreta. El tercer joc és el Flautat primer de 8’. Cal destacar que els vint primers tubs que van de C a h es troben als castells de la façana, i que a partir del c’ són tubs nous. El quart joc és el Flautat segon de 8’. La primera octava presenta del C al G tubs antics de fusta i de l'A al l'H són de metall introduïts de l’orgue de Julià Munar. La següent octava, és a dir, els dotze tubs de c a h estan situats als castells de la façana. A la mà esquerra del cinquè joc hi ha l’Octava de 4’. Els sis primers tubs estan a la façana i del B al c’ són de l’orgue de Julià Munar. A la mà dreta tenim la corneta magna elevada de cinc rengles: 8’ amb tubs tapats de P. J. Bosch + 4’ + 2 ⅔’ + 2’ + 1 ⅗’ amb tubs de nova creació. A la mà esquerra del sisè joc tenim els Nasards en secretet elevats composts per 2 ⅔’ + 2’+ 1 ⅗’. La totalitat dels seus tubs són nous. A la mà dreta tenim l’Octava de 4’ +4’. En aquest cas són tubs de més antiguitat. El setè joc és la Dotzena de 2 ⅔’. A la mà dreta està formada per 4’ + 2 ⅔’. Els seus tubs també són antics. El vuitè joc és la Quinzena 2’ + 2’. A la mà dreta està formada per 2 ⅔’ + 2’ + 2’. Els seus tubs també són antics. El novè joc és la Dinovena que consta d'1 ⅓’ + 1’ + ⅔’ repetint a cada octava. Els seus tubs també són antics. El desè joc és la Vintidosena composta d'1’ + ⅔’ + ½’ repetint a cada octava. Els seus tubs són nous. L’onzè joc és el Cimbalet i que està format per ⅘’ + ⅔’ + ½’, també repetint cada octava. Els seus tubs són de nova creació. Finalment, el dotzè joc és la Trompeta Reial de 8’. Els tubs de la mà esquerra es situen a sobre del secret. Els de la mà dreta estan sobre un bloc afegit al secret amb la corredora a la testa. Alguns tubs anaven abans en batalla.
La cadireta presenta 7 registres i de la mateixa manera que l’orgue major, segueix l’ordre cromàtic. El primer joc és el Flautat de cara de 4’. Els dos primers tubs (C i D) es troben a l’interior de l’orgue, tot i que abans fossin compartits amb el Tapadet, registre que ja no es troba a l’instrument. Els següents 17 van a la façana i la resta a sobre del secret. El segon joc és el bordó de 8’, antigament Tapadet de 4’. La primera octava té tubs de fusta, dels quals els 4 primers (C-F) van a sota del secret de l’orgue major i els 4 següents.
(G-H) van al sostre. El tercer joc és l’Octava de 2’. A la reforma de Julià Munar es trobava un Bordó de 8’ a la mà dreta de metall tapat que venia de la Corneta Magna de l’instrument previ, lloc on es troba avui en dia. El quart joc és la Quinzena formada per 1 ⅓’ + 1’ i a partir de cs’ per 2’ +⅓’. El cinquè joc és el Cimbalet, de tres regles compost per ⅔’ + ½’ + ⅓’ a les diferents octaves. Els tubs són de nova creació. El sisè joc és el Nasard dinovena de 1 ⅓’ de talla ampla. També presenta tubs nous. Finalment, el setè joc és la Regalia de 8’.
El pedal és nou i està dividit en 2 cossos diatònics que es troben a sota del secret major, a cada banda de la porta respectivament. Té uns registres permanents de Contres tapades de 16’ i 8’. També hi ha el registre de Bombarda de 8’ amb tirador i tubs de metall.

## Registres (explicats de manera més visual)

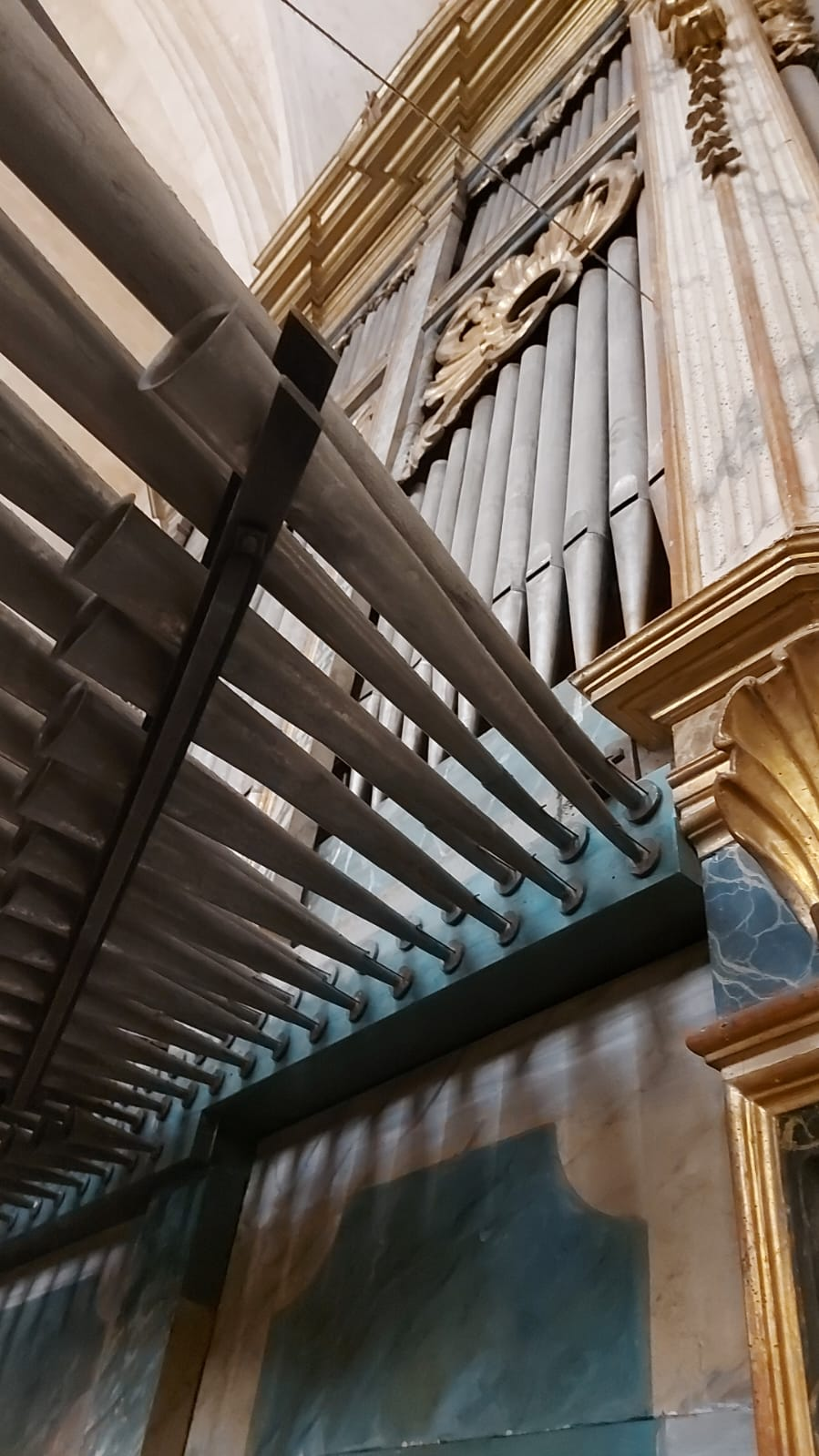
Fotografia dels tubs de l'orgue.

| Orgue Major      | Orgue Major      |                 | Cadireta |  | Pedal |
| Mà esquerra      | Mà dreta         |                 |          |  |       |
| Flautat Primer   | Flautat Primer   | Flautat de cara | Bombarda |  |       |
| Octava           | Octava           | Tapat           |          |  |       |
| Dotzena          | Dotzena          | Octava          |          |  |       |
| Quinzena         | Quinzena         | Vintidosena     |          |  |       |
| Dinovena         | Dinovena         | Cimbalet        |          |  |       |
| Vintidosena      | Vintidosena      | Nasard          |          |  |       |
| Cimbalet         | Cimbalet         | Regalia         |          |  |       |
|                  |                  |                 |          |  |       |
| Flautat segon    | Flautat segon    |                 |          |  |       |
| Nasards          | Corneta          |                 |          |  |       |
| Trompeta Reial   | Trompeta Reial   |                 |          |  |       |
| Trompeta Batalla | Trompeta Magna   |                 |          |  |       |
| Baixons          | Trompeta Batalla |                 |          |  |       |

## Dades tècniques
És important destacar com gran part dels tubs de la Cadireta són previs a la restauració que va dur a terme Pere Josep Bosch el 1761. Això es sap per la composició del metall, així com el tipus de soldadura i la seva col·locació al llarg de la façana. Aquests tubs es troben al joc de Flautat de cara de 4’, el Bordó de 8’, l’Octava de 2’ i la Quinzena d'1’ + 1 ⅓’.
Abans d’aquesta restauració de Pere Josep Bosch, se sap que el secret present a l’Orgue Major, probablement de Julià Munar, tenia dos cossos diatònics i 54 notes (de C a f’’’) i a diferència de l’actual, no presentava partició de registres. El secret de la Cadireta era el mateix que l’actual, però amb la primera octava capada, és a dir, començava per la nota E.
Presenta els següents registres. L’Orgue Major estava format per l’Enanos 8’-16’, el Clarí 4’, la Trompa de 8’, la Trompeta Reial de 8’, el Flautat de 8’, la Octava de 4’, la Quinzena de 2’, la Dotzena de 2 ⅔’, la Celeste de 8’ a partir de cº i la Gamba de 8’. Aquests dos darrers registres van ser afegits per Josep Fullana, eliminant 2 jocs de mixtures. A més, va introduir 2 jocs per a la transmissió nemàtica: el Bordó de 16’ i el Flautat de fusta de 8’. La Cadireta presenta el Flautat de 4’, el Tapadet de 4’ i la Quinzena de 2’ amb el Bordó de 8’.

## Estat actual

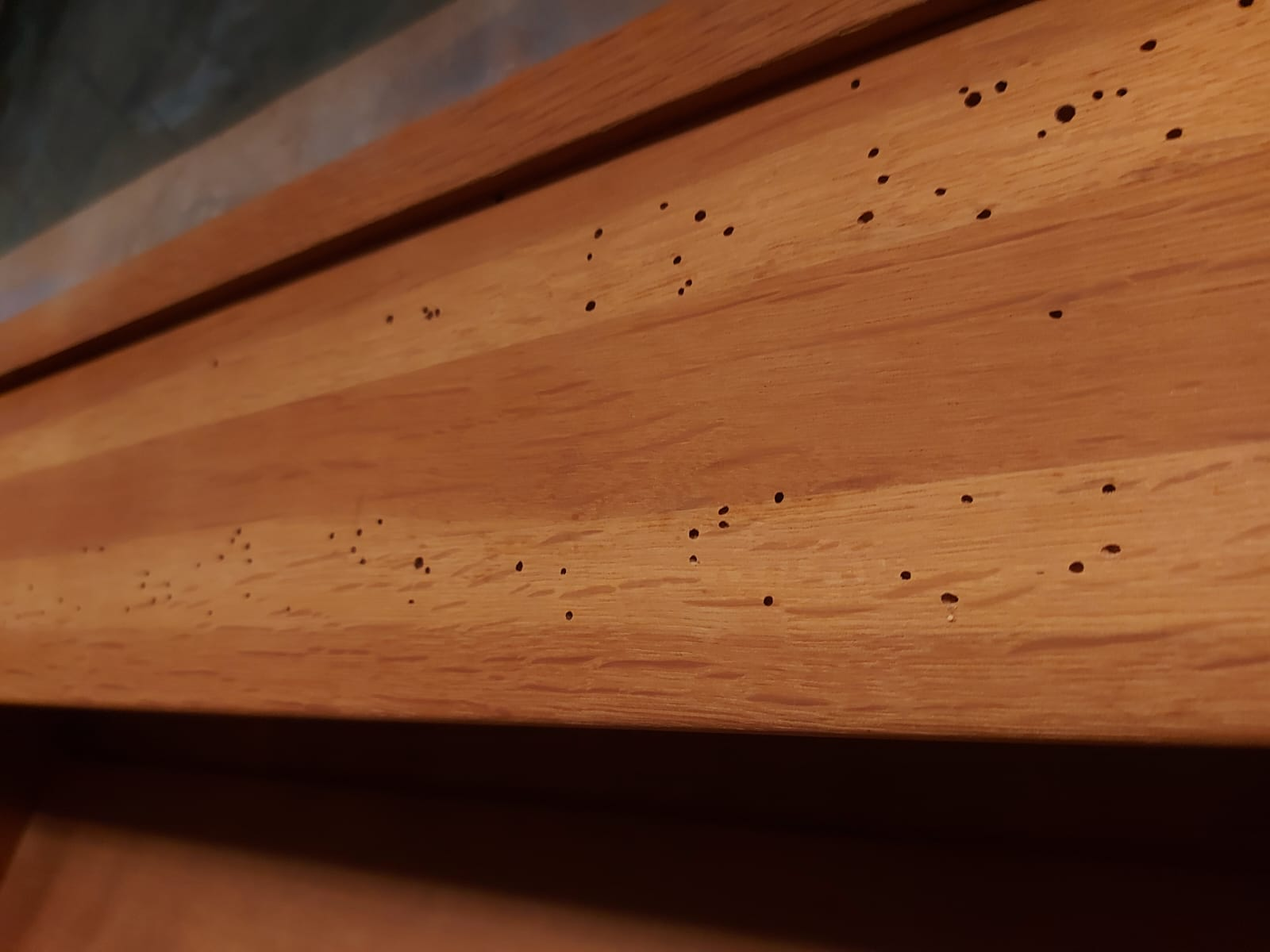
Fusta corcada a l'orgue

La seva afinació és de La=415. Tot i que l'orgue estigui en bon funcionament, el seu estat de conservació està gaire desmillorat, com es pot observar a la fotografia.